# David Tobias Schneider
David Tobias Schneider (* 26. Juni 1982 in Salgen, Landkreis Unterallgäu) ist ein deutscher Schauspieler und freischaffender Künstler.

## Leben
David Tobias Schneider wuchs in Riederau am Ammersee auf.
Er besuchte die freie Waldorfschule in Schondorf am Ammersee und in Landsberg am Lech. Dort sammelte er während der Schulzeit erste Bühnenerfahrung. Mit 14 Jahren begann er mit Tango Argentino, unterrichtete zusammen mit seiner Mutter und trat bereits zwei Jahre später als Showtänzer auf.
Von 2001 bis 2005 absolvierte er sein Schauspielstudium an der Hochschule der Künste in Bern in der Schweiz (ehemals Hochschule für Musik und Theater Bern). Er war Stipendiat des bayrischen Staatsministeriums für Wissenschaft und Kunst und wurde als bester Nachwuchsschauspieler mit dem „Loebpreis 2005“ der Stadt Bern ausgezeichnet.
2008 begann er mit dem Marathonlauf, der ihn mehrere Jahre begleitete.
Seit 2015 ist er staatlich geprüfter Heilpraktiker für Psychotherapie und arbeitet als Coach, Trainer und Dozent im Bereich Präsenz, Körpersprache, Ausdruck, Bewegung, Kreativität und Kommunikation.
David Tobias Schneider hat eine Tochter und lebt derzeit in München.

## Werdegang
Seine Engagements führten ihn ans Stadttheater Luzern, Theater Konstanz, nach Basel und Karlsruhe (Schlossfestspiele Ettlingen) und schließlich von 2009 bis 2014 ans Landestheater Niederbayern nach Landshut und Passau.
2014 entwickelte er seine erste Tangorevue „El Tanguero“.
Seit 2014 arbeitet er vermehrt auch für Film und Fernsehen.
2016 feierte er sein Regiedebüt mit „Gefährliche Liebschaften“ am Theater an der Rott und 2019 produzierte er seinen ersten Kurzfilm in Eigenregie.
Im Dezember 2020 veröffentlichte er sein erstes Album „Tangos zwischen Himmel und Hölle“ in Zusammenarbeit mit Tango Sur und der Komponistin Margit Sonnauer.

## Filmographie (Auswahl)

### Film
- 2008 Manipulation; Regie: Pascal Verdosci
- 2012 Nix Bestimmtes; Regie: Anatol Schuster
- 2015 Hamlet (Das Theater); Regie: Nils Keller
- 2017 Holy Spirit; Regie: Mike Baran
- 2017 Next Door; Regie: Philipp Straetker
- 2019 Doch so fern; Regie: Leander Hartung
- 2019 Frau Stern; Regie: Anatol Schuster

### Fernsehen (Auswahl)
- 2015 München 7; Regie: Franz Xaver Bogner
- 2015 Die Rosenheim-Cops; Regie: Walter Bannert
- 2016 Hubert und Staller; Regie: Holger Gimpel
- 2019 München Mord: Was vom Leben übrig bleibt; Regie: Jan Fehse
- 2020 Die Rosenheim-Cops; Regie: Laura Thies
- 2020 Der Bozen-Krimi – Mord am Penser Joch; Regie: Thomas Nennstiel
- 2020 Tatort – Kehraus; Regie: Christine Hartmann
- 2023 Kommissarin Lucas – Du bist mein (Fernsehreihe); Regie: Uwe Janson
- 2023 Sturm der Liebe; (Fernsehserie; 4 Episoden)

## Theater (Auswahl)
- 2002 Amerika; Regie: Jarg Pataki; Luzerner Theater
- 2005 Die Schwarze Spinne; Regie: Erich Sidler; Theater Konstanz
- 2005 Richard der Dritte; Regie: Dagmar Schlingmann; Theater Konstanz
- 2005 Bye Bye Bar; Regie: Dominik Flaschka; Theater Konstanz
- 2005 Pas de Deux; Regie: Claudia Brier; Theater Konstanz
- 2005 Terrorismus; Regie: Meret Matter; Schlachthaustheater Bern
- 2005 Warten auf Godot; Regie: Frank Schubert; HKB/Zirkus Knie
- 2006 Electronic City; Regie: Philip Stemann; Theater Konstanz
- 2006 Der Reigen; Regie: Franziska Schütz; Theater Konstanz
- 2007 Bartleby der Schreiber (Monolog); Regie: Markus Bauer; Theater Konstanz
- 2007 Was ihr wollt; Regie: Horst Hawemann; Theater Konstanz
- 2008 Westside Story; Regie: Helga Wolf; Thunerseespiele
- 2008 Die verzauberte Zarentochter; Regie: Philip Stemann; Theater Konstanz
- 2008 Don Juan; Regie: Verena Buss; Förnbacher Compagnie Basel
- 2008 Die Kluge; Regie: Volker Vogel; Förnbacher Compagnie Basel
- 2009 Maria Stuart; Regie: Sybille Fabian; Stadttheater Landshut
- 2009 Faust, Regie: Marc Günther, Schlossfestspiele Ettlingen
- 2009 Die Schneekönigin; Regie: Frederike Barthel; Landestheater Niederbayern
- 2010 Depesche Mode; Regie: Markus Bartl; Stadttheater Passau
- 2010 Der Satanarchäolügenialkohöllische Wunschpunsch; Regie: Marcus Everding; Stadttheater Landshut
- 2010 Im weißen Rößl; Regie: Ulz; Landestheater Niederbayern
- 2010 Die Buddenbrocks; Regie: Peter Rein; Landestheater Niederbayern
- 2010 Taxi Taxi; Regie: Roger Bogasch; Stadttheater Landshut
- 2011 Jagdszenen aus Niederbayern; Regie: Markus Bartl; Stadttheater Landshut
- 2011 Gott des Gemetzels; Regie: Claus Tröger; Stadttheater Landshut
- 2011 Don Carlos; Regie: Sybille Fabian; Stadttheater Landshut
- 2012 Tannöd; Regie: Nikol Voigtländer; Stadttheater Landshut
- 2012 Enron; Regie: Markus Bartl; Stadttheater Landshut
- 2012 Der Kaktus; Regie: Peter Oberdorf; Stadttheater Landshut
- 2012 Spamalot; Regie: Stefan Tilch; Landestheater Niederbayern
- 2012 Artus letzte Schlacht; Regie: Dirk Engler; Burgenfestspiele Landshut
- 2012 Außer Kontrolle; Regie: Peter Rein; Stadttheater Landshut
- 2013 Torquato Tasso; Regie: Marcus Everding; Stadttheater Landshut
- 2013 Macbeth; Regie: Markus Bartl; Stadttheater Landshut
- 2013 Jedermann; Regie: Peter Rein; Landestheater Niederbayern
- 2014 Topalovic & Söhne; Regie: Manuela Kloibmüller; Theater an der Rott
- 2014 Pension Schöller; Regie: Werner Winkler; Theater Drehleier München
- 2014 El Tanguero – Solo-Abend mit Band, Regie: David Tobias Schneider, Stadttheater Landshut[2]
- 2014 Von der Unachtsamkeit der Liebe; Regie: Michael Lerchenberg; Stadttheater Landshut
- 2014 Hiob; Regie: Stefan Tilch; Stadttheater Landshut
- 2015 Peer Gynt, Regie: Sebastian Eilers; SETanztheater Nürnberg
- 2015 SUGAR – Manche mögen’s heiß; Regie: Uwe Lohr, Theater an der Rott
- 2016 Gefährliche Liebschaften, Regie: David Tobias Schneider; Theater an der Rott
- 2016 Der Sturm; Regie: Dieter Nelle, Teamtheater Tankstelle
- 2018 Switzerland – „Der Fall Highsmith“; Regie: Dieter Nelle; Teamtheater
- 2018 Woyzeck; Regie: Jan Mayer, Freie Bühne München
- 2018 Romeo & Julia; Regie: Tobias Mähler; Ensemble Persona
- 2019 Shuffle; Regie: Diana Merkel; Bayerische Theaterakademie/Hochschule für Musik und Theater München
- 2019 Don Juan; Regie: Tobias Mähler; Ensemble Persona
- 2021 Ein Sommernachtstraum; Regie: Tobias Mähler; Ensemble Persona
- 2022 Der Gott des Gemetzels; Regie: Tobias Mähler; Ensemble Persona

## Veröffentlichungen
- 2020 Tangos zwischen Himmel und Hölle; Text und Gesang: David Tobias Schneider (Album in Zusammenarbeit mit Tango Sur und Margit Sonnauer)